# Бобровский (Сысертский муниципальный округ)
Бобро́вский — посёлок в Сысертском районе Свердловской области России. Входит в Сысертский муниципальный округ. Расположен на реке Исети.
С 1958 по 2004 год Бобровский имел статус рабочего посёлка (посёлка городского типа).

## География
Посёлок Бобровский расположен на правом берегу реки Исети, напротив устья реки Бобровки (левого притока Исети), в 30 километрах на юго-восток от Екатеринбурга, в 22 километрах (по автодорогам в 27 километрах) к северо-северо-востоку от города Сысерти, в нескольких километрах к юго-востоку от города Арамили и в нескольких километрах к северу от большого посёлка Двуреченска. В северной части Бобровского расположен пруд.

## История
Бобровская деревня Арамильской слободы основывается вскоре после её организации в 1676 году и согласно переписи Льва Поскочина 1680 года имеет уже 13 дворов. Вскоре в деревне строится церковь, и она превращается в просуществовавшее два с половиной века село Бобровское. В 1709 во время очередного башкирского набега село было сожжено, а значительная часть населения убита или угнана в рабство. Однако его удалось возродить. В начале XX века основная деятельность жителей — изготовление колёс, телег, ходков для летних экипажей, саней, работа на крупчатных мельницах и известковых горах, занимались также хлебопашеством, земледелие было развито слабо.
В 1958 году село Бобровское было преобразовано в рабочий посёлок Бобровский.
31 декабря 2004 года областным законом № 123 рабочий посёлок Бобровский отнесён к категории сельских населённых пунктов.

## Население
| 1959 | 1970  | 1979  | 1989  | 2002  | 2010  | 2021  |
| ---- | ----- | ----- | ----- | ----- | ----- | ----- |
| 5941 | ↘5186 | ↘5136 | ↗5273 | ↗5285 | ↘5247 | ↗5945 |

По данным Всероссийской переписи населения 2010 года, в посёлке проживали 2460 мужчин и 2787 женщин.

## Известные уроженцы, жители
- Валентин Комиссаров — Герой Советского Союза.
- Николай Чернавских — Герой Советского Союза.
- Григорий Андреевич Речкалов — дважды Герой Советского Союза, генерал-майор авиации.

## Церковь Архангела Михаила
Первый храм во имя святого Архистратига Михаила существовал уже в 1709 году. Первым известным священником в приходе был Никифор Григорьев Горных, переведён в 1744 году Его Преосвященством Преосвященным Антонием, Митрополитом Тоболским и Сибирским (Тобольский архив Ф. И156 Оп. 1 Д. 1900 (1915) Дело по прошению священника Каслинского Демидовского завода Челябинского заказа Никифора Горных о переводе его в другое место. 1 января 1755 г. — 31 декабря 1755 г.).
25 января 1792 года этот храм сгорел и вместо него в 1792 году на средства прихожан был заложен новый каменный, который был освящён в 1793 году. Размеры храма были небольшие: в длину, за исключением алтаря, 2 саж. 2 арш. и в ширину 3 саж. 2 ¼ аршина.
1 июня 1890 года была заложена каменная трёхпрестольная церковь, главный храм которой во имя архангела Михаила был освящён 8 ноября 1896 года, а правый придел в честь Богоявления Господня и левый придел во имя великомученицы Параскевы были освящёны в 1920-е годы. Храм был закрыт в 1936 году, и в советское время сильно разрушен. В 1990 году в посёлке создан приход во имя святой великомученицы Параскевы Пятницы. В посёлке молитвенный дом перестроен из кинотеатра «Юбилейный». Храм восстанавливается с 2011 года.

## Школа
В 1854 году на средства горного ведомства была открыта в селе школа, перешедшая в 1879 году в ведение Министерства Народного Просвещения. В начале XX века эта женская двухклассная школа помещалась в собственном здании. Также в 1896 году была открыта в наемном помещении и смешанная церковно-приходская школа. В школах обучались дети села и деревень.

## Инфраструктура
В Бобровском работают дом культуры с библиотекой, спорткомплекс и стадион «Искра», две школы, три детских садика, окружная больница с поликлиникой и станцией скорой помощи, пожарная часть и отделение Сбербанка.

## Промышленность
- ЗАО «Бобровский Экспериментальный Завод»
- АО «УМЕКОН» (с 2013 года введён цех горячего оцинкования; с 2015 года введен цех по производству многогранных опор)
- ООО «БИЗ» (Бобровский изоляционный завод)
- ООО СИЛЬВАН
- ООО «УЭД» (Уралэлектродеталь)

### Бобровский изоляционный завод
В 1930-е годы местный завод производил спирт и скипидар, а во время Великой Отечественной войны выпускались электроизоляционные материалы. С 2003 года после реконструкции завод выпускает фольгированные диэлектрики для электронных печатных плат.

## Достопримечательности

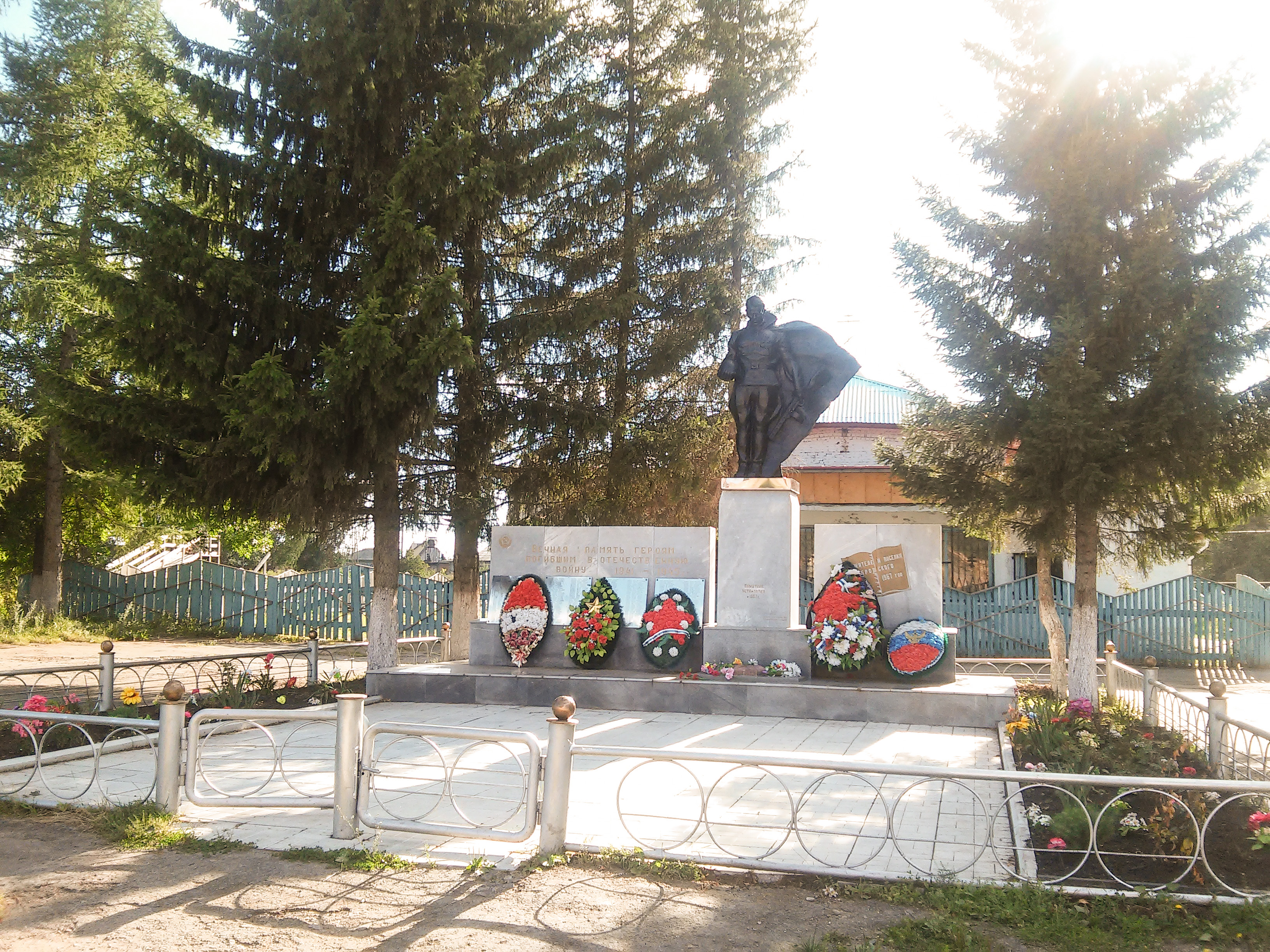
Мемориал Великой Отечественной войны

- Старинный каменный мост через реку Бобровку.
- Мемориал в честь героев Великой Отечественной войны.

## Транспорт
Посёлок Бобровский находится в 4 километрах от железнодорожной станции Арамиль на ветке Екатеринбург — Курган. Неподалёку проходят две федеральные автотрассы Екатеринбург — Сысерть — Челябинск (к западу от посёлка) и Екатеринбург — Каменск-Уральский — Курган (к северо-востоку от посёлка).
До посёлка можно добраться на электричке и автобусе из Екатеринбурга, Сысерти, Арамили и Богдановича.